# وادسو (شهرک)
وادسو) (به لاتین: Vadsø) یک منطقهٔ مسکونی در نروژ است که در شهرستان فینمارک واقع شده‌است.

## خصوصیات
وادسو ۳٫۳۷ کیلومترمربع مساحت و ۵٬۱۱۶ نفر جمعیت دارد و ۶ متر بالاتر از سطح دریا واقع شده‌است.